# قلعة جلرسان - جررسان
قلعة جلرسان - جررسان - (بالأذربيجانية: Gələrsən-Görərsən qalası) هي قلعة على شاطئ نهر كيش في قرية كيش لمدينة شاكي.

## تاريخ القلعة
و تعود تاريخها القلعة إلى القرون الوسطى. وتقع على بعد أربعة كم من مدينة شاكي.
تسمى قلعة بين سكان لقرية كيش باسم «بنت» أو «بنات».
مصادر الوحيدة التي تبلغ المعلومات عن هذه القلعة هي أعمال كريم آغا فتين وحاج سيد عبد الحميد أفندي.
و تم تذكرت القلعة في هذه المصادر باسم قلعة جلرسان - جررسان، وليس باسم بنات أو بنت.
تم تحميم قلعة جلرسان - جررسان بشكل جاد للغاية واستخدمت لأغراض دفاعية.
و معنى اسم القلعة «جلرسان - جررسان» بالعربية - «إذهب وأنظر».
يتعلق إسك «جلرسان - جررسان» بحادثة مثيرة من تاريخ خانات شاكي.
عندما هاجم ملك إيراني نادر شاه إلى خانات شاكي، عزز ملك شاكي حاجي جالبي خان في هذه القلعة.
أجاب أن جلبي خان لن يستسلم، وسيقاتل ضد نادر شاه في الحرب.
و قال: «إذهب وأنظر».

## معرض الصور

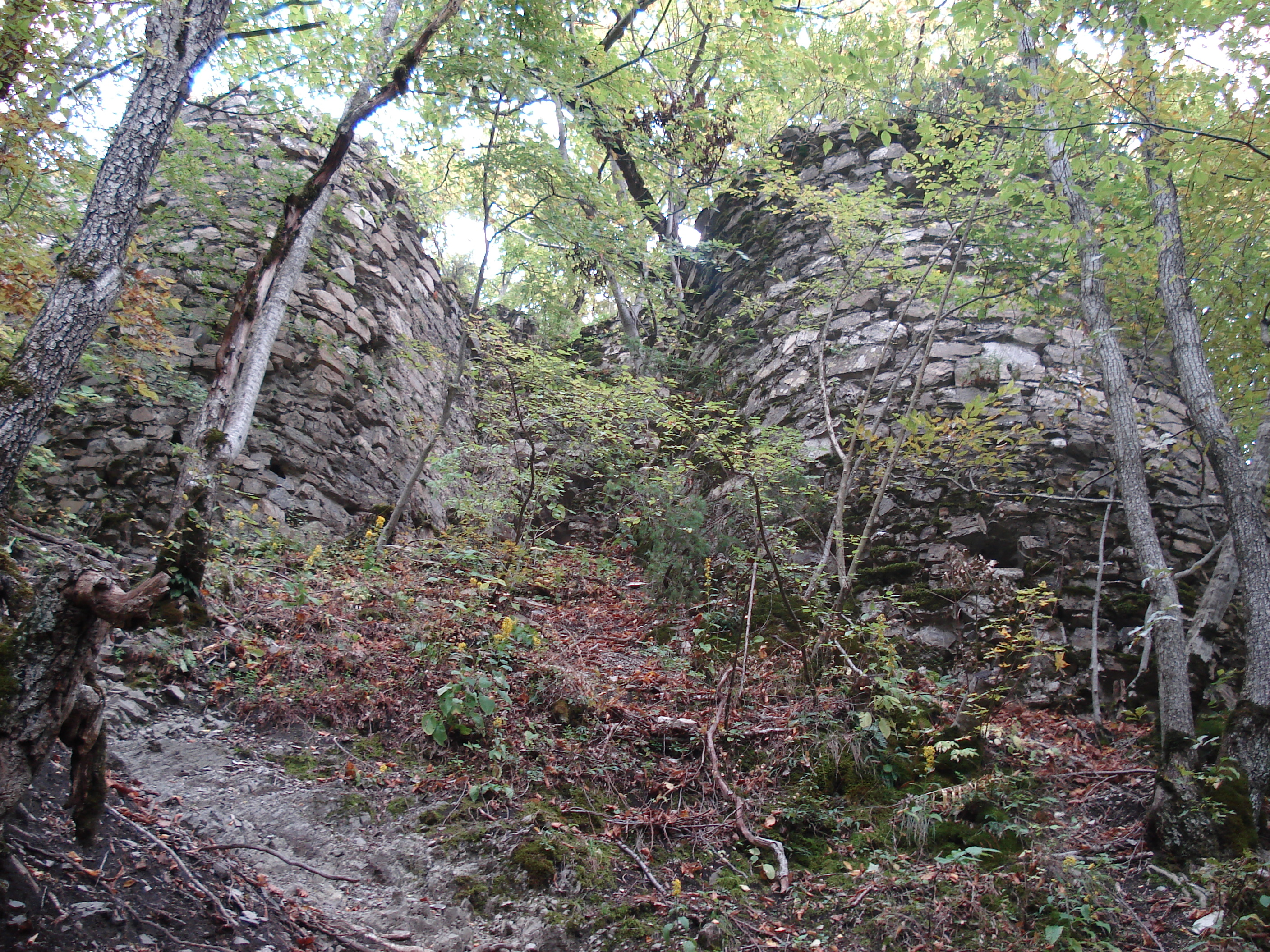
رؤية قلعة جلرسان - جررسان
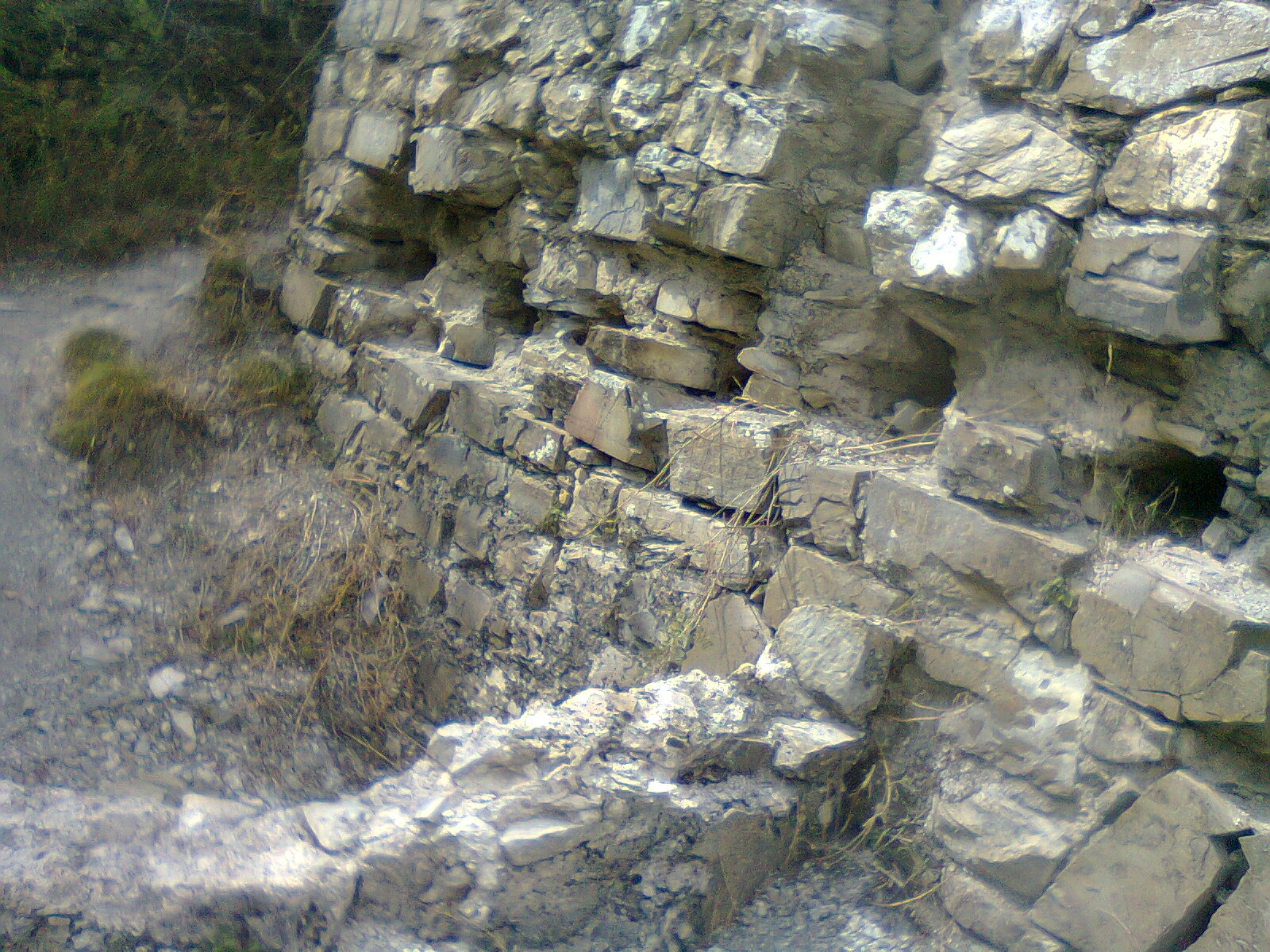
أنقاضه القلعة
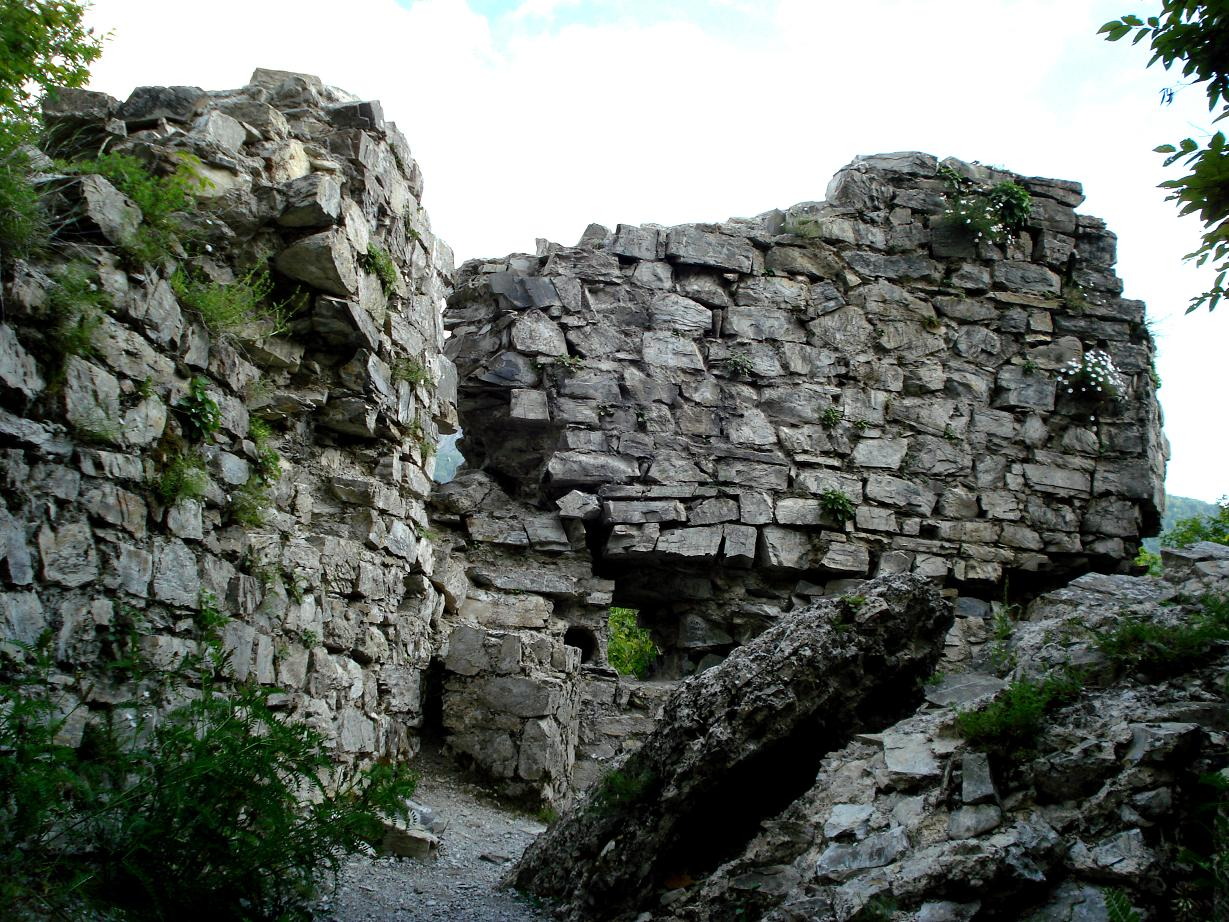
رؤية قلعة